# Sunshine Cleaning
Sunshine Cleaning is een Amerikaanse tragikomedie uit 2008 onder regie van Christine Jeffs. Hiervoor werd ze genomineerd voor de juryprijs van het Sundance Film Festival 2008. Emily Blunt werd voor haar bijrol als Norah Lorkowski genomineerd voor een Satellite Award.

## Verhaal
Rose Lorkowski (Amy Adams) is een nooit getrouwde, alleenstaande moeder die hard werkt als schoonmaakster om voor haar zevenjarige zoontje Oscar (Jason Spevack) en zichzelf te kunnen zorgen. Haar jongere zus Norah (Emily Blunt) daarentegen woont nog bij hun vader Joe (Alan Arkin) en houdt er niet zo van om zich bovenmatig in te spannen. Ze wordt ontslagen in het restaurant waar ze als serveerster werkte - maar niet altijd op kwam dagen - en heeft geen haast iets anders te gaan doen. De moeder van Rose en Norah pleegde zelfmoord toen haar dochters nog kleine meisjes waren. Ze vonden haar dode lichaam toen ze in hun badpak binnen kwamen lopen. Norah past wel altijd op Oscar wanneer Rose 's avonds naar de 'avondopleiding' gaat om haar makelaarspapieren te halen. In realiteit gaat Rose daar alleen niet heen, maar naar een hotelkamer omdat ze een geheime affaire heeft met de getrouwde politieagent Mac (Steve Zahn). Ze hoopt dat hij ooit voor haar kiest en Mac maakt haar vol overtuiging het hof, maar is eigenlijk niet van plan zijn vrouw Heather (Amy Redford) voor Rose te verlaten.
Wanneer Rose en Mac elkaar weer ontmoeten in een hotelkamer, vertelt hij haar over wat hij die dag heeft meegemaakt. Hij moest naar een winkel waar een man kwam om een geweer te kopen, waarna die zichzelf daarmee ter plekke door het hoofd schoot. Het hele pand zat onder de resten van zijn uiteengespatte lichaam. Er kwam een bedrijf om dat op te ruimen en daarvoor een rekening van duizenden dollars presenteerde. De volgende dag komt Rose haar oude klasgenote Paula Datzman-Mead (Judith Jones) tegen, met wie ze vroeger tot dezelfde groep cheerleaders behoorde. Paula is inmiddels gelukkig getrouwd, zwanger van haar tweede kind en afgestudeerd als makelaar. Ze nodigt Rose uit voor haar babyshower. Daarna wordt ze gebeld met het verzoek of ze naar de school van Oscar wil komen. De directeur vertelt haar dat Oscar zichzelf geregeld in de problemen brengt en eist dat hij daarvoor medicijnen gaat gebruiken. Oscar is alleen helemaal geen lastige jongen, maar hij neemt de fantasieverhalen die Norah hem vertelt tijdens het oppassen alleen iets te serieus. Rose piekert er niet over om hem medicijnen te laten slikken. Ze wil hem daarom over laten schrijven naar een privéschool, alleen kost dat meer geld dan ze heeft. Daarom belt ze Mac voor meer informatie over het soort bedrijven dat locaties opruimt waar iemand gestorven is. Hij vertelt haar dat het voornamelijk gaat om het opruimen van bloed, lichaamsvocht en wondresten. De dode personen zelf worden weggehaald voor de schoonmakers komen.
Rose besluit zichzelf in de branche te wagen en zet Norah aan tot medewerking. Die gaat schoorvoetend mee. Hun vader Joe neemt Oscar onder zijn hoede zo lang als zijn moeder en tante van huis zijn. Hun eerste klus is een badkamer waarin een vrouw haar echtgenoot doodschoot. Rose en Norah gaan zonder enige ervaring aan de slag om het bloed van de muren af te krijgen en komen erachter dat dit nog niet meevalt. Wanneer Rose achteraf een cheque voor 500,- dollar overhandigd krijgt, is ze er niettemin van overtuigd door te gaan. Norah en zij gaan naar de schoonmaakwinkel van de eenarmige Winston (Clifton Collins jr.) en laten zich vanaf dat moment door hem adviseren over de regels en voorschriften die er gelden binnen de branche. Zo mogen niet alle soorten afval zomaar in de container, zoals ze de eerste keer deden. Eenmaal op dreef kopen de zussen een busje en laten zowel daarop als op visitekaartjes de bedrijfsnaam Sunshine Cleaning zetten. Op advies van Winston leggen ze hun visitekaartjes neer bij onder meer verschillende begrafenis-, verzekerings- en vastgoedbedrijven die hen aan klussen kunnen helpen. Omdat Rose en Norah een stuk goedkoper zijn dan de concurrentie, stromen de klanten binnen.
Norah begint op eigen houtje een tweede projectje wanneer ze in de papieren van een dode vrouw een oude foto van een klein meisje genaamd Lynn vindt. Ze wil die opsporen om haar te vertellen dat haar moeder is overleden. Ze vindt de inmiddels volwassen Lynn (Mary Lynn Rajskub) en raakt bevriend met haar, maar vertelt in eerste instantie niet dat ze haar expres opgespoord heeft en waarom. De lesbische vrouw denkt daarom dat Norah interesse heeft.
Rose besluit dat als ze haar leven verder op poten wil zetten, dat ze met Mac moet breken. Norah blijkt al die tijd gewoon te hebben geweten van haar en de politieagent en vertelde haar recht in haar gezicht dat Macs vrouw weer zwanger is en dat hij haar nooit zal verlaten. Wanneer Rose Mac daadwerkelijk vertelt dat ze stopt met de affaire, doet haar dit meer pijn dan hem. Terwijl zij verdrietig is, accepteert hij het rustig en loopt hij weg. Wanneer Rose op weg gaat naar Paula's babyshower, wordt ze gebeld door een verzekeringsmaatschappij die haar een klus aanbiedt. Ze beseft dat dit een grote mogelijkheid is om in goede smaak te vallen bij een bedrijf dat haar in de toekomst aan veel meer werk kan helpen. Omdat ze per se eerst naar Paula toe wil, belt ze Norah op en zegt ze haar alvast te gaan. Wanneer Rose weggaat bij Paula en aankomt op het adres van de schoonmaakklus, treft ze daar Norah bij een brandend huis dat de brandweer nog lang niet geblust heeft. Norah stak binnen een kaarsje aan, maar toen er een kitten onder het matras van de dode vandaan schoot en naar buiten rende, ging ze die halen. Achter haar bleek het kaarsje een brand te veroorzaken die ze niet meer onder bedwang kreeg.
Omdat Sunshine Cleaning niet verzekerd was, heeft Rose plotseling een schuld van $40.000,- Haar bedrijfje is ter ziele. Omdat haar oude baas bereid is Rose baan terug te geven, slaat ze maar weer aan het sloven als hardwerkende en weinig verdienende schoonmaakster. Ze is kwaad op Norah en weigert zich nog langer als haar moeder op te stellen. Dat is ze automatisch gaan doen nadat hun moeder uit het leven stapte. Norah vertelt haar dat dit haar verantwoordelijkheid ook helemaal niet is. Hun moeder heeft hun dit aangedaan en daar hoeft Rose niet voor op te draaien. De twee sluiten vrede. Thuis staat vader Joe voor de deur. Hij wil voorlopig bij Rose intrekken, want hij heeft zijn huis verkocht. Hij wil het geld dat hij hiervoor kreeg, investeren in een nieuw bedrijfje dat hij samen met Rose en Norah wil gaan bestieren: Lorkowski Cleaning.

## Rolverdeling
| - Amy Adams - Rose Lorkowski - Emily Blunt - Norah Lorkowski - Alan Arkin - Joe Lorkowski - Jason Spevack - Oscar Lorkowski - Steve Zahn - Mac - Mary Lynn Rajskub - Lynn | - Clifton Collins jr. - Winston - Eric Christian Olsen - Randy - Paul Dooley - Sherm - Kevin Chapman - Carl - Judith Jones - Paula Datzman-Mead - Amy Redford - Heather - Amber Midthunder - Snoepwinkel meisje |